# Diospyros pruinosa
Diospyros pruinosa är en tvåhjärtbladig växtart som beskrevs av William Philip Hiern. Diospyros pruinosa ingår i släktet Diospyros och familjen Ebenaceae. Utöver nominatformen finns också underarten D. p. pruinosa.